# Руставский троллейбус
Руставский троллейбус — закрытая троллейбусная система в городе Рустави, Грузия.

## История
Троллейбус в Рустави был открыт 16 февраля 1971 года. В 1985 году сеть достигла максимального размера. Тогда в городе было 49 км линий и восемь троллейбусных маршрутов. На 1999 год эксплуатировались троллейбусы Шкода 9Тр, Шкода 14Тр, Икарус 280Т и ЗиУ-9. 8 ЗиУ-9 троллейбусов были привезены из Афин, и два из Тбилиси. Движение троллейбусов было прекращено 24 сентября 2009 г.
По некоторым данным существовала междугородная троллейбусная линия: Тбилиси — Рустави.

## Список маршрутов
По состоянию на 1990 год:
- № 1 12 микрорайон — РМК
- № 2 Проспект Дружбы Народов — Железнодорожный вокзал
- № 3 Проспект Дружбы Народов — ПО «Азот»
- № 4 РМК — Шота Руставели — РМК (кольцевой)
- № 5 12 микрорайон — ПО «Азот»
- № 6 12 микрорайон — РМК
- № 7 Проспект Дружбы Народов — Железнодорожный вокзал
- № 8 Завод Центролит — РМК
- Служебный (по территории комбината РМК)

По состоянию на 2006 год:
- № 1 Автовокзал — РМК
- № 3 Железнодорожный вокзал — Автовокзал
- № 5 Железнодорожный вокзал — Улица Леонидзе (с 2007 года сокращён до ул. Месхишвили)